# ليوتيكا
 ليوتيكا (باللغة البلغارية лютика ليوتيكا) وهي مزيج نباتي تقليدي - سلطة أو تتبيلة مكتنزة، تحظى بشعبية كبيرة في الجزء الشمالي من بلغاريا. ويتم تناولها في فصل الصيف. ويدخل في تكوينها الفلفل المشوي والطماطم والثوم والبصل والزيت النباتي وتحضر عادةً بمدقة في الهاون. في كثير من الأحيان يضاف إليها البقدونس المفروم، ويتم تقديمها باردة.

## عن الاسم
جاء هذا الاسم من الطعم اللاذع الخاص بها (ليوت؛ وتعني حار أو لاذع). هناك أنواع مختلفة من الليوتيكا حيث تشمل مكوناتها الزبادي أو السيريني (الجبن الأبيض) أو البيض المسلوق أو حتى قطع صدور الدجاج المطبوخة.